# 東京夜景
「東京夜景」（とうきょうやけい）は、テレサ・テンの日本での10枚目のシングル曲である。1978年5月10日にポリドール・レコード（レコード品番：DR 6203）からLP盤形式でリリースされた。また、テレサ自身によって、「今天歡樂明天夢」というタイトルで中国語版としてもカバーされた。

## 概要
タイトル曲「東京夜景」は阿久悠が作詞、井上忠夫が作曲を務めている。カップリング曲「手紙」は川口真が作曲を務めている。利岡和孝がプロデューサー、近藤信治がジャケット撮影を務めている。演奏はポリドール・オーケストラが担当。

## 収録曲
（全作詞：阿久悠）
1. 東京夜景 [4:01]
作曲：井上忠夫、編曲：高田弘
2. 手紙 [3:21]
作曲：川口真、編曲：あかのたちお